# 1293

## Události
- první písemná zmínka o městě Fulnek, v prameni uveden tehdy pod názvem Vulneck
- první písemná zmínka o východočeském městě Jičín

## Narození
- 4. srpna – Leopold I. Habsburský, rakouský vévoda († 28. února 1326)
- 28. listopadu – Jesün Temür, mongolský chán († 15. srpna 1328)
- ? – Beatrix Kastilská, portugalská královna jako manželka Alfonsa IV. († 1359)
- ? – Filip VI., francouzský král († 22. srpna 1350)
- ? – Klemencie Uherská, francouzská a navarrská královna jako manželka Ludvíka X. († 12. října 1328)
- ? – Mahaut ze Châtillonu, francouzská hraběnka, matka Blanky z Valois († 1358)
- ? – Jan van Ruisbroek, vlámský teolog, mystik a spisovatel († 2. prosince 1381)
- ? – Isabella Francouzská, manželkou anglického krále Eduarda II. († 22. srpna 1358)
- ? – Jan z Montfortu, hrabě z Montfort-l'Amaury a Richmondu, vévoda bretaňský († 26. září 1345)
- ? – Johana Flanderská, hraběnka z Montfort-l'Amaury a Richmondu, vévodkyně bretaňská († 1374)

## Úmrtí
- Kálil, mamlúcký sultán v Egyptě (* ?)

## Hlava státu
- České království – Václav II.
- Svatá říše římská – Adolf Nasavský
- Papež – sedisvakance
- Anglické království – Eduard I.
- Francouzské království – Filip IV. Sličný
- Polské knížectví – Václav I. Český
- Uherské království – Ondřej III.
- Kastilské království – Sancho IV. Kastilský
- Byzantská říše – Andronikos II. Palaiologos
- Portugalsko – Dinis I. Portugalský
- Moskevské knížectví – Daniil Alexandrovič
- Dánsko – Erik VI. Dánský
- Norsko – Erik II. Magnusson
- Švédsko – Birger Magnusson
- Osmanská říše – Osman I.
- Bulharsko – Smilec